# Laureles (Tacuarembó)
Laureles é uma localidade uruguaia do departamento de Tacuarembó, na zona norte do departamento, banhada pelo Arroyo Laureles Grande. Está situada a 29 km da cidade de Tacuarembó, capital do departamento.

## Toponímia
A localidade é nomeada pelos pontos geográficos Cuchilla de Laureles e do Arroyo Laureles Grande 

## População
Segundo o censo de 2011 a localidade contava com uma população de 19 habitantes.
| Variação demográfica do município entre 1963 e 2011 |
|                                                     |

## Geografia
Laureles se situa próxima das seguintes localidades: ao norte, Tranqueras,  ao sul, Paso del Cerro, a noroeste, Masoller e ao oeste, Balneario Iporá .

## Autoridades
A localidade é subordinada diretamente ao departamento de Tacuarembó, não sendo parte de nenhum município tacuaremboense.

## Transporte
A localidade possui o seguinte acesso:
- Acesso a Ruta 05. [9][10][11]